# Grécia nos Jogos Olímpicos de Verão de 1988
A Grécia participou dos Jogos Olímpicos de Verão de 1988 em Seul, na Coreia do Sul. Conquistou nenhuma medalha de ouro, nenhuma de prata e uma de bronze, somando uma no total. Ficou na quadragésima sexta posição no ranking geral.